# Urząd Miasta Krakowa

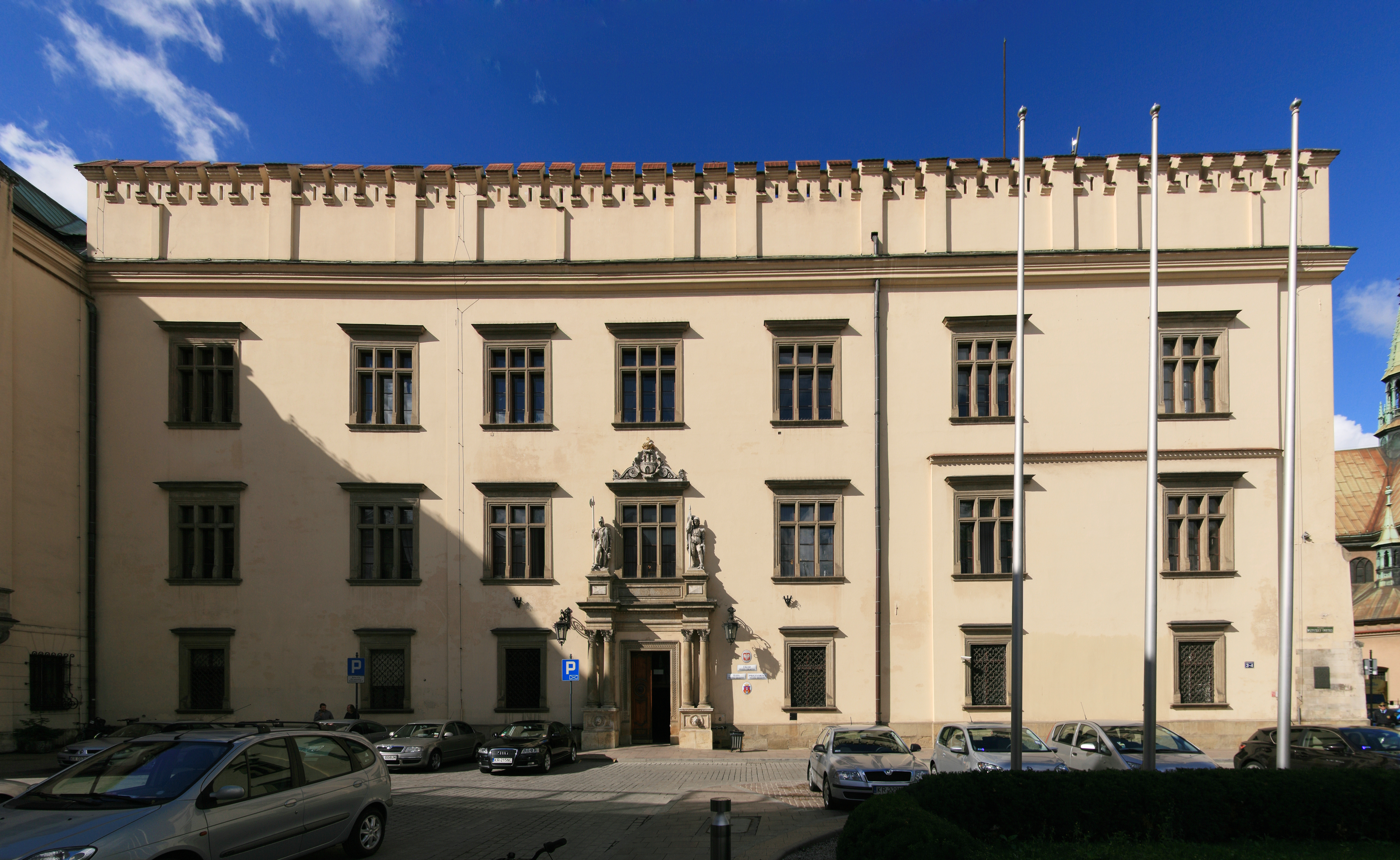
Magistrat krakowski, który zastąpił ratusz krakowski (obecna siedziba UMK)

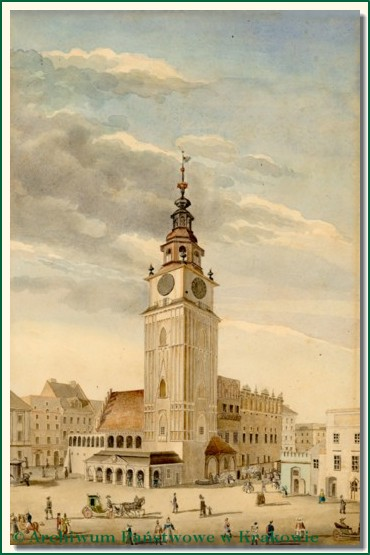
Nieistniejący ratusz krakowski (dawna siedziba władz miejskich)

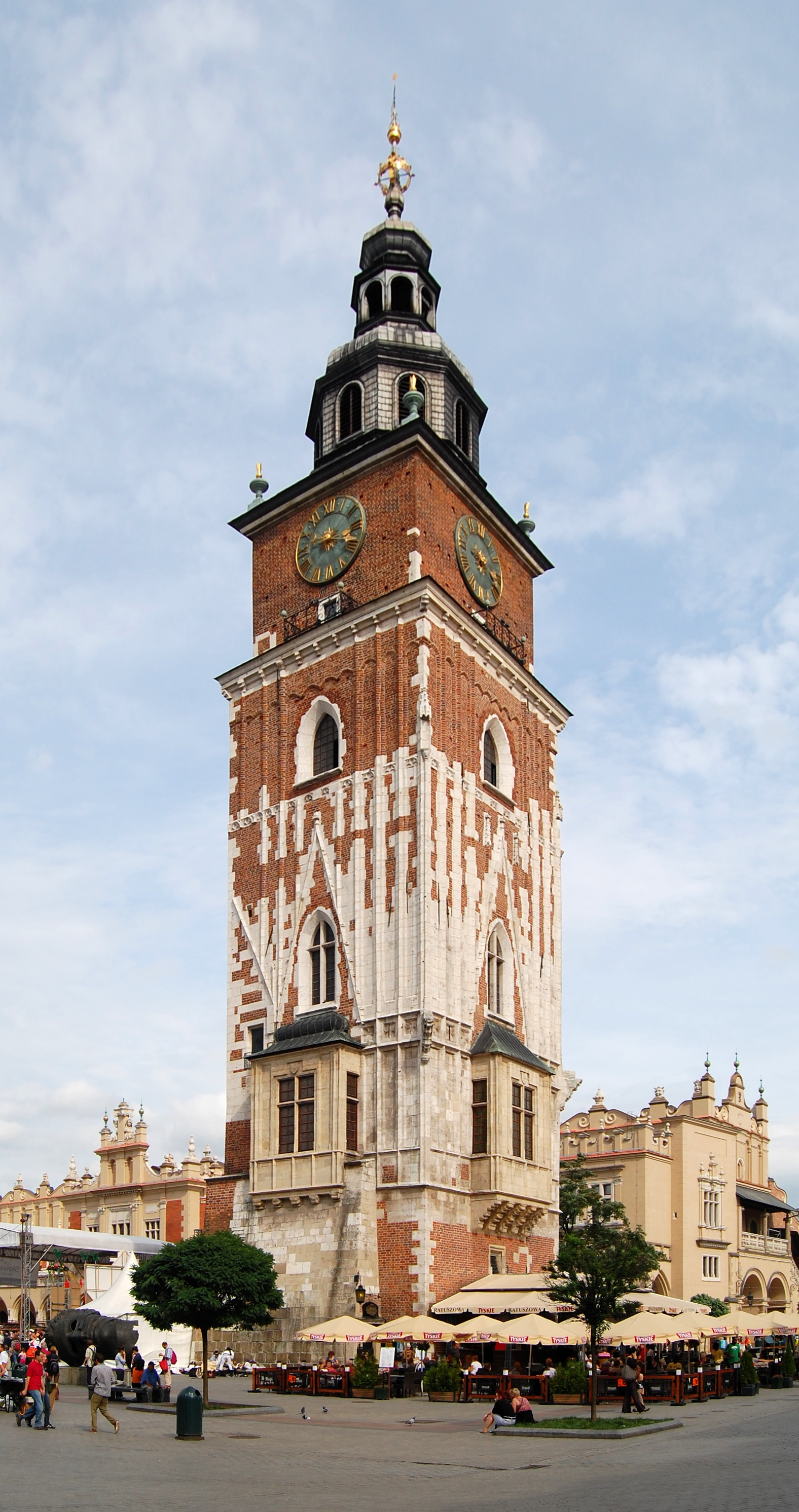
Wieża ratuszowa (pozostałości po dawnym ratuszu krakowskim)

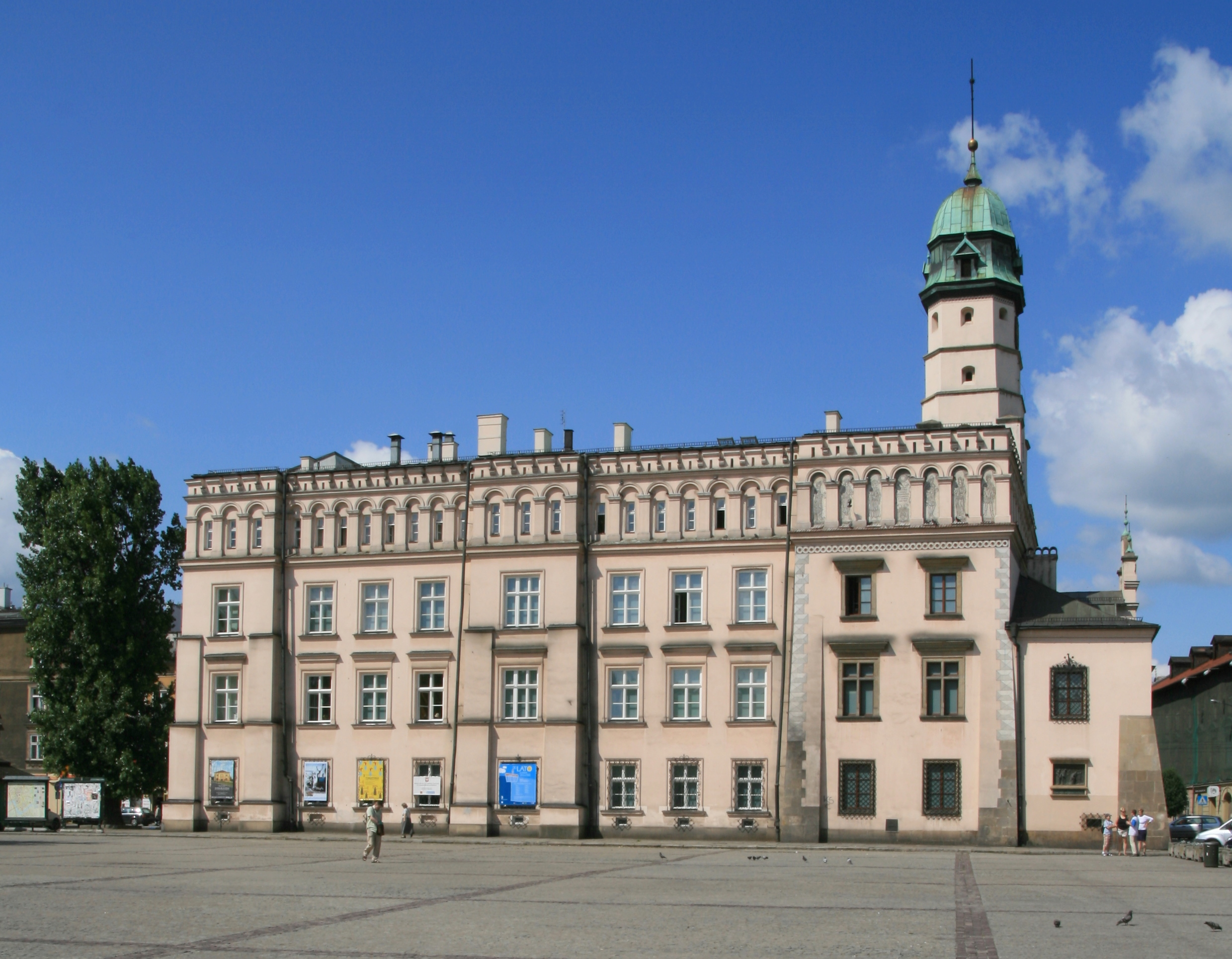
Dawny ratusz miasta Kazimierz (obecnie część Krakowa)

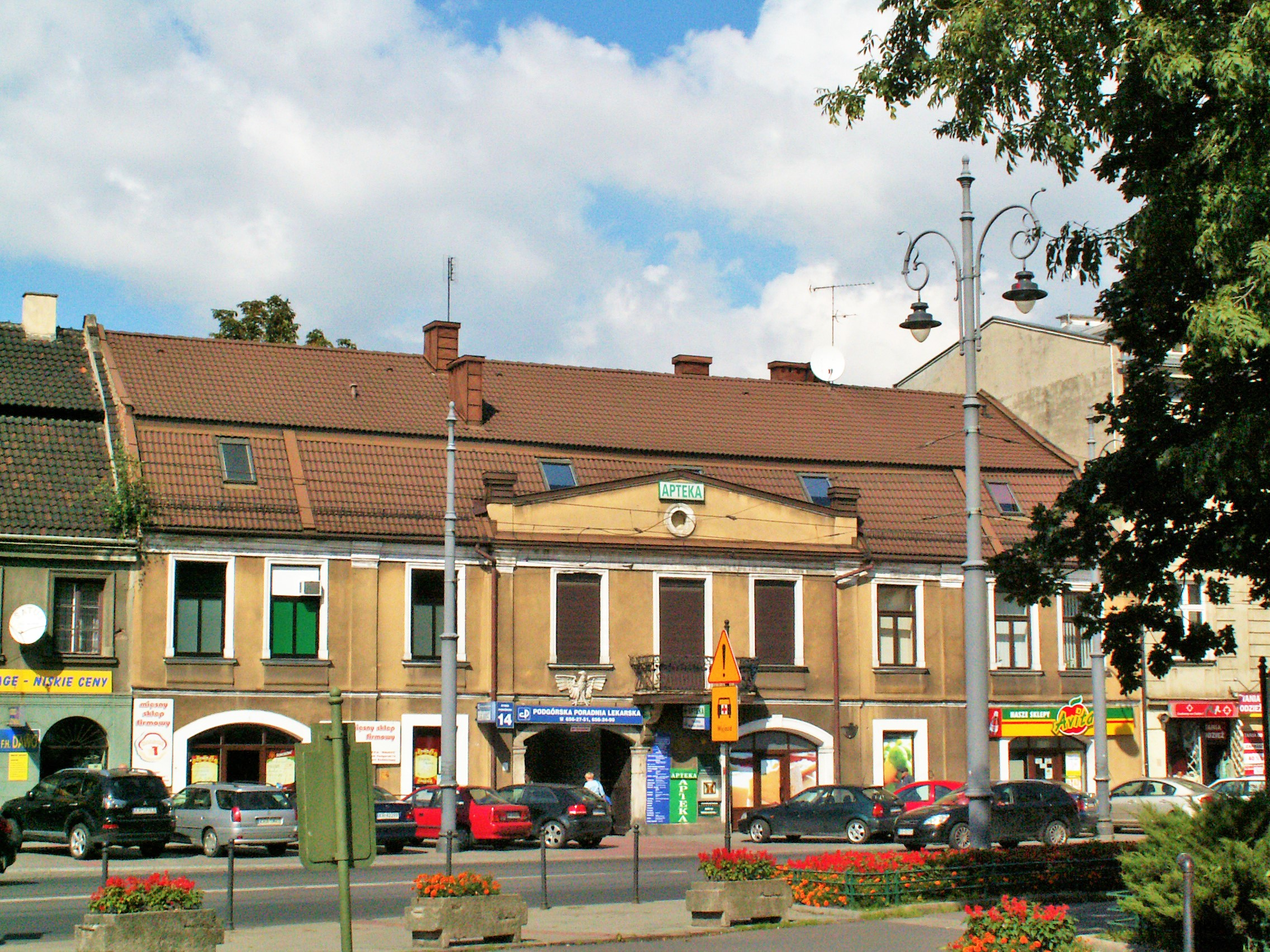
Dawny stary ratusz miasta Podgórze (obecnie część Krakowa)

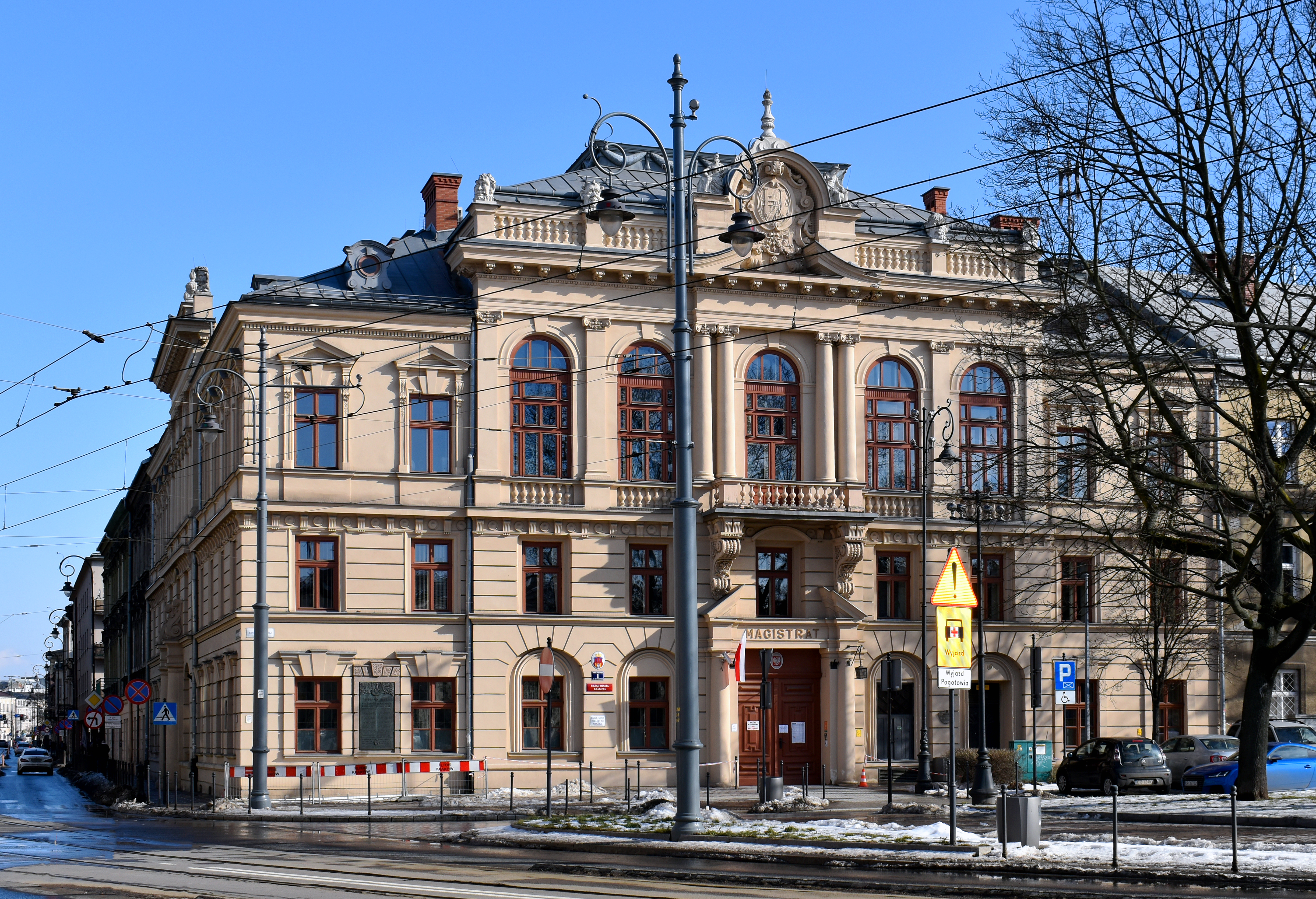
Dawny nowy ratusz miasta Podgórze (obecnie część Krakowa)

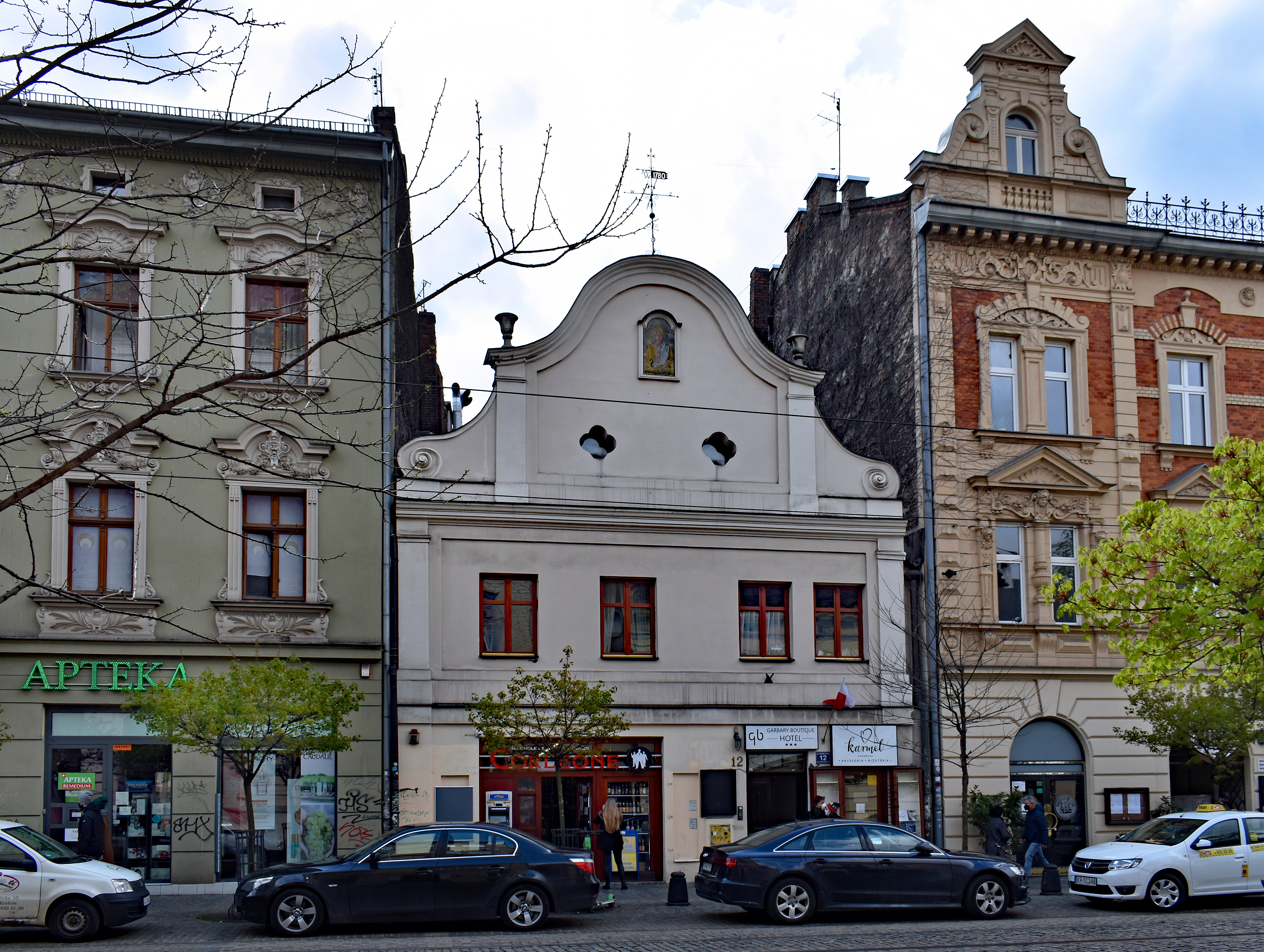
Dawny ratusz jurydyki Garbary (obecnie część Krakowa)

Urząd Miasta Krakowa (UMK) – biuro organów wykonawczych miasta Krakowa. Oficjalną siedzibą urzędu miasta jest Pałac Wielopolskich w Krakowie przy placu Wszystkich Świętych 3-4. UMK wykonuje zadania powierzone przez Prezydenta Miasta Krakowa oraz realizuje uchwały Rady Miasta Krakowa.

## Historia
Urząd został powołany 9 grudnia 1975 roku jako aparat wykonawczy prezydenta miasta Krakowa. Do momentu rozstrzygnięcia wyborów samorządowych w czerwcu 1990 roku urząd rozciągał swoje kompetencje także na obszar województwa krakowskiego. Po zakończeniu reformy administracyjnej w 1990 roku urząd stał się biurem organów wykonawczych gminy miasta Krakowa.

## Siedziba
Urząd Miasta Krakowa, zwany magistratem krakowskim, oprócz swojej oficjalnej (głównej i reprezentacyjnej) siedziby posiada inne siedziby, które mają albo historyczne znaczenie (np. przejęcie obiektów ratuszowych dawnych miast, jurydyk i osad w trakcie powstawania Wielkiego Krakowa), albo podyktowane są pragmatycznością współczesnych czasów. Obecnie siedzibami krakowskiego magistratu są:
1. Pałac Wielopolskich w Krakowie przy placu Wszystkich Świętych 3-4 (główna siedziba)
2. pl. Wszystkich Świętych 11
3. Rynek Podgórski 1 (dawny ratusz miasta Podgórza)
4. os. Zgody 2 (dawny Urząd Rady Narodowej tworzącego się miasta Nowej Huty)
5. al. Powstania Warszawskiego 10
6. ul. Wielicka 28A
7. ul. Bracka 10
8. ul. Sarego 4
9. ul. Grunwaldzka 8
10. ul. Lubelska 27
11. ul. Kasprowicza 29
12. ul. Stachowicza 18
13. ul. Wielopole 17a

### Krakowski Ratusz
Siedzibą władz miejskich jest zwyczajowo ratusz, jednak ten historyczny krakowski ratusz istniał od XIII/XIV w. przez ponad pięć wieków do 1820, kiedy to go rozebrano (pozostawiając jedynie wieżę). Od tamtych czasów krakowianie posługują się pojęciem „magistrat” (zamiast ratusz, które w Krakowie ma wyłącznie historyczne konotacje).
W związku z rozwojem terytorialnym miasta i poszerzaniem jego granic administracyjnych poprzez wcielanie okolicznych miast (np. Kazimierz, Podgórze, Kleparz), jurydyk (np. Garbary), osad (np. Stradom), podmiejskich wsi (np. Branice, Bronowice Małe, Bronowice Wielkie), czy innych dystryktów administracyjnych (np. Nowa Huta), w Krakowie znajduje się obecnie kilka historycznych ratuszy, są to:
1. wieża ratuszowa z pozostałościami krakowskiego ratusza na Rynku Głównym (dawny właściwy krakowski ratusz)
2. ratusz kazimierski – dawny ratusz miasta Kazimierza
3. stary ratusz Podgórski – dawny ratusz miasta Podgórza
4. nowy ratusz Podgórski – dawny ratusz miasta Podgórza
5. ratusz dawnej jurydyki Garbary

## Struktura
Urzędem Miasta Krakowa kieruje prezydent przy pomocy skarbnika miejskiego, sekretarza i dyrektora magistratu.

### Wykaz wydziałów[2]
- Biuro ds. Ochrony Zdrowia
- Biuro Funduszy Europejskich
- Biuro Kontroli Wewnętrznej
- Biuro Planowania Przestrzennego
- Biuro Skarbnika
- Kancelaria Prezydenta
- Kancelaria Rady Miasta i Dzielnic Krakowa
- Urząd Stanu Cywilnego
- Wydział Informacji, Turystyki i Promocji Miasta
- Wydział Architektury i Urbanistyki
- Wydział Bezpieczeństwa i Zarządzania Kryzysowego
- Wydział Budżetu Miasta
- Wydział Edukacji
- Wydział Ewidencji Pojazdów i Kierowców
- Wydział Finansowy
- Wydział Geodezji
- Wydział Gospodarki Komunalnej i Klimatu
- Wydział Informatyki
- Wydział Inwestycji
- Wydział Kształtowania Środowiska
- Wydział Kultury i Dziedzictwa Narodowego
- Wydział Mieszkalnictwa
- Wydział Obsługi Urzędu
- Wydział Organizacji i Nadzoru
- Wydział Planowania i Monitorowania Inwestycji
- Wydział Podatków i Opłat
- Wydział Skarbu Miasta
- Wydział Sportu
- Wydział Spraw Administracyjnych
- Wydział Spraw Społecznych
- Wydział Strategii i Rozwoju Miasta
- Zespół Audytu Wewnętrznego Urzędu Miasta Krakowa
- Zespół Radców Prawnych